# Kanton Vandœuvre-lès-Nancy-Ouest
Kanton Vandœuvre-lès-Nancy-Ouest (fr. Canton de Vandœuvre-lès-Nancy-Ouest) byl francouzský kanton v departementu Meurthe-et-Moselle v regionu Lotrinsko. Tvořila ho pouze západní část města Vandœuvre-lès-Nancy. Zrušen byl po reformě kantonů 2014.